# История обнаружения экзопланет

Количество экзопланет, открытых разными способами (данные на начало 2022 года):
Метод радиальных скоростей
Транзитный метод
Визуальное наблюдение
Гравитационное линзирование
Метод тайминга транзитов

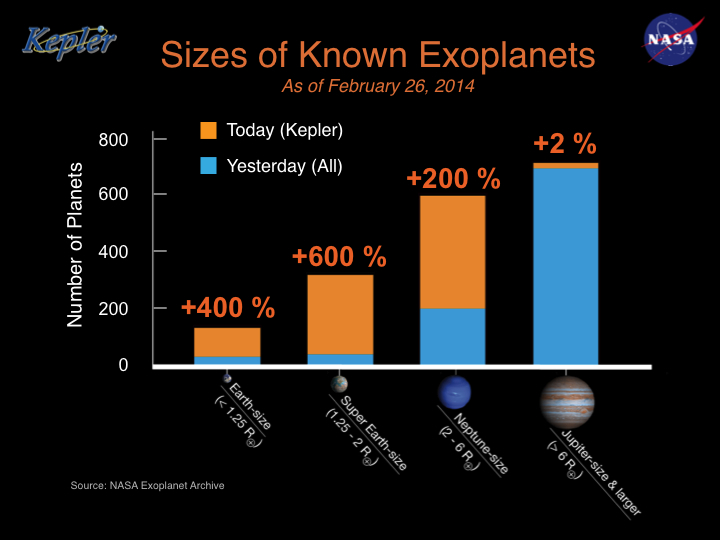
Гистограмма открытий экзопланет по размерам, февраль 2014, оранжевым показан вклад телескопа Кеплер

Анимация хронологии открытия экзопланет. Цвет точки означает метод открытия. Горизонтальная ось — размер большой полуоси. Вертикальная ось — масса. Для сравнения белым цветом обозначены планеты солнечной системы

Экзопланета (внесолнечная планета) — планета, находящаяся вне Солнечной системы.
Исторически, ещё Джордано Бруно высказывал идеи о множественных мирах, но он руководствовался в первую очередь философскими соображениями. Первым более-менее научным заявлением было предположение капитана Джейкоба, астронома Мадрасской обсерватории, высказанное в 1855 году. В нём говорилось о «высокой вероятности» существования «планетарного тела» в двойной системе 70 Змееносца. Эта гипотеза сначала подтвердилась — в 1896 году было заявлено о существовании в системе несветящегося спутника с периодом обращения в 36 лет, однако потом появилось доказательство о том, что такая система была бы неустойчива. Таким образом, гипотеза не подтвердилась, но и до сих пор не была опровергнута.
В 2014 году, уже после открытий многих экзопланет, в архивах был найден спектр Звезды ван Маанена, полученный в 1917 году. Он считается первым наблюдательным свидетельством существования экзопланеты, однако в дальнейшем существование планет у звезды подтверждено не было.
В 1952 году Отто Струве высказал предположение, что «горячие юпитеры» можно было бы обнаруживать путём наблюдения колебаний соответствующей звезды. Однако в течение долгого времени на такие исследования не выделялось телескопное время, так как господствующая в тот момент теория отвергала возможность появления «горячих юпитеров». Если бы не это, возможно, экзопланеты могли быть обнаружены до 1990-х годов.
Астрономы понимали, что у более близких звёзд должно быть легче зафиксировать колебания в их движении при наличии планет. Большая скорость движения звезды Барнарда по небу указывала на её близость к Земле, и в итоге, в начале 1960-х годов Питер Ван де Камп объявил об открытии у этой звезды планеты с массой Юпитера. Это открытие было опровергнуто, однако на орбите этой звезды на данный момент есть кандидат в экзопланеты (GJ 699 b), который, если существует, должен иметь массу в 3,2 раза больше, чем у Земли.
Систематический поиск экзопланет методом радиальных скоростей начался в 1980-х годах.
Наконец, первая подтверждённая экзопланета была обнаружена в 1988 и подтверждена в 1992. Она вращается вокруг пульсара PSR 1257+12, и, хотя до её открытия была обнаружена другая планета, именно она стала первой подтверждённой.
Первая планета у звезды главной последовательности — 51 Пегаса — была открыта в 1995 году и является типичным «горячим юпитером».
В этой статье представлены первые в своём роде или примечательные открытия экзопланет по годам.

## 1988—1994
- Гамма Цефея A b: в 1988 году были замечены колебания лучевой скорости Гаммы Цефея A c периодом в 2.5 года[7]. Однако, из-за некоторых ошибочных данных считалось, что подобная система не может быть устойчивой. Планета была подтверждена лишь в 2002 году[8][9].
- HD 114762 A b: объект, обнаруженный в 1989 году, имеет массу как минимум 11 MJ и обращается вокруг звезды с периодом 89 дней. Изначально считалось, что это коричневый карлик[10], но впоследствии он включался в каталоги экзопланет[11]. Однако, в 2019 году, с помощью телескопа Gaia, было определено, что масса объекта превышает 13,5 MJ, так что он всё же является коричневым карликом, а не планетой[12].
- PSR 1257+12: у этого пульсара, на основе небольшого изменения его периодичности, была открыта первая подтверждённая экзопланета. Открытие произошло в 1988 году, подтверждение — в 1992[6].

## 1995—1998
- 51 Пегаса b: эта планета, открытая в 1995 году, стала первой подтверждённой планетой, обращающейся вокруг обычной звезды. Это — типичный «горячий юпитер», завершающий оборот вокруг звезды за 4,2 суток[13].

- 47 Большой Медведицы b: открытая у солнцеподобной звезды в 1996 году, эта планета стала первой, принадлежащей к классу «холодных юпитеров» — большая полуось её орбиты в два с небольшим раза больше, чем у Земли. Впоследствии в системе было открыто ещё две планеты такого же класса.
- Глизе 876 b: в 1998 году она стала первой планетой, обнаруженной на орбите красного карлика (Глизе 876). К своей звезде она ближе, чем Меркурий к Солнцу, однако бывают и более близкие планеты[14].

## 1999
- Ипсилон Андромеды: первая звезда главной последовательности, у которой обнаружено больше одной планеты. В системе найдено три планеты: b, c, d, открытые в 1996, 1999, и 1999 соответственно. Их массы — 0.687, 1.97 и 3.93 MJ, а большие полуоси — 0.0595, 0.830 и 2.54 а. е. соответственно[15]. В 2007 было выяснено, что они вращаются не в одной плоскости.
- HD 209458 b: эта планета, изначально открытая методом радиальных скоростей, стала первой, для которой наблюдалось прохождение перед звездой[16][17].

## 2001
- HD 209458 b: с помощью телескопа «Хаббл» было доказано, что эта планета имеет атмосферу. Астрономы нашли натрий в атмосфере, а также предположили, что в атмосфере есть облака[18].
- Йота Дракона: первая гигантская звезда, у которой была обнаружена планета, что доказало возможность существования у них планетных систем. Планета очень массивная и крупная, а её орбита очень вытянута[19].

## 2003
- PSR B1620−26 b: с помощью телескопа «Хаббл» была обнаружена самая старая на сегодняшний день экзопланета, её возраст оценивается в 12,9 миллиардов лет. Она находится в шаровом скоплении M 4, а её родительская звезда — двойная, состоящая из пульсара и белого карлика[20].

## 2004
- Мю Жертвенника c: планета с массой в 14 масс Земли стала первой, принадлежащей к классу «горячих нептунов» или «суперземель», в зависимости от того, каким окажется её радиус[21].
- 2M1207 b: первая планета, обнаруженная у коричневого карлика. Также это первая экзопланета, открытая методом прямого наблюдения в инфракрасном диапазоне. Первичная оценка её массы дала результат в 5 MJ, оценка расстояния до коричневого карлика — 55 а. е., но потом эти результаты поменялись: в конце 2005 года масса считалась равной 3.3 MJ, а расстояние — 41 а. е.. Масса коричневого карлика — 25 MJ. Температура на поверхности планеты составляет 1250 K, что объясняется выделением энергии за счёт сжатия[22]. В 2006 году у коричневого карлика был обнаружен пылевой диск[23].Инфракрасное изображение 2M1207 (голубой) и 2M1207b (красный). На небе Земли угловое расстояние между объектами составляет менее 1''.

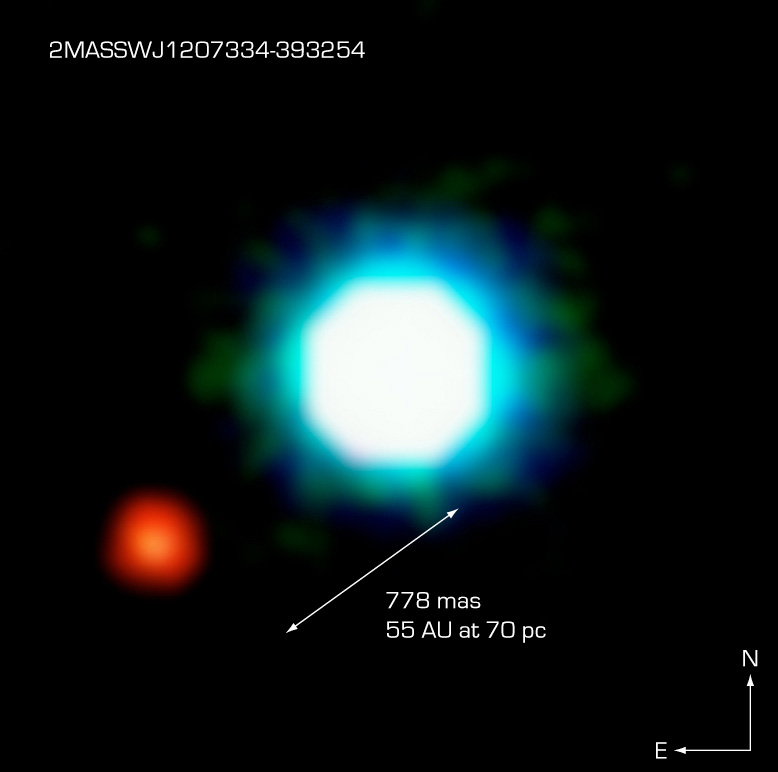
Инфракрасное изображение 2M1207 (голубой) и 2M1207b (красный). На небе Земли угловое расстояние между объектами составляет менее 1.

## 2005
- TrES-1 и HD 209458b: с помощью телескопа «Спитцер» было обнаружено излучение от этих двух экзопланет. Была определена температура и изучены составы их атмосфер[24][25].

- Глизе 876 d: была найдена ещё одна планета в системе Глизе 876. С учётом массы в 7,5 раз больше земной, она, скорее всего, состоит из камня. Большая полуось её орбиты — 0,021 а. е., а период обращения вокруг звезды — 1,94 суток[26].

- HD 149026 b: плотность этой планеты достаточно велика для горячих юпитеров, что объясняется ядром большой массы. Масса ядра оценивается в 70 масс Земли, то есть около двух третей массы планеты[27].

## 2006
- OGLE-2005-BLG-390L b: эта планета была открыта методом гравитационного линзирования. Планета находится на расстоянии в 21,5 тысячи световых лет от Земли в направлении на центр Галактики и является одной из самых удалённых известных экзопланет. Масса планеты оценивается в 5,5 масс Земли, расстояние до звезды — в 2,6 а.е., но раньше планеты с такой массой находились только на очень близком расстоянии от своих звёзд. Также, с учётом того, что её родительская звезда — красный карлик, это одна из самых холодных известных экзопланет. Её температура оценивается всего в 50 K[28][29].
- HD 69830: эта звезда имеет три планеты с массами порядка массы Нептуна. Это — первая солнцеподобная звезда, у которой обнаружено три планеты, и все по массе значительно меньше Юпитера. Все три планеты находятся на расстоянии менее 1 а.е. от звезды, массы планет b, c и d — 10, 12 и 18 масс Земли соответственно. Самая дальняя из планет, вероятно, находится в зоне обитаемости, а на её орбите находится пояс астероидов[30].

## 2007
- HD 209458 b and HD 189733 A b: эти экзопланеты стали первыми, у которых проводились прямые наблюдения атмосферы[31]. В атмосфере HD 209458 b была обнаружена линия с длиной волны 9,65 мкм, которая связана с силикатной пылью в атмосфере, а также линия с длиной волны 7,78 мкм, пока не идентифицированная[32]. Спектр планеты HD 189733 A b исследовала другая научная группа. Линии водяного пара сначала не были найдены ни у одной из планет[33], но потом еще одна группа обнаружила их у HD 189733 A b[34][35].
- Глизе 581 c: планета была открыта с помощью инструмента HARPS методом лучевых скоростей[36]. Это первая планета, которая принадлежит к классу суперземель и находится в зоне обитаемости[37]. Однако дальнейшие исследования показали, что скорее всего атмосфера этой планета, как у Венеры, вызывает сильный парниковый эффект, из-за чего вряд ли на планете есть вода в жидком состоянии[38][39]. Однако, есть возможность существования жизни на планетах той же системы, d и g[37].
- Глизе 436 b: одна из первых (2004 год) открытых планет с массой порядка массы Нептуна, была подтверждена в 2007 году. Масса планеты оказалась равной 22 массам Земли. Несмотря на высокую температуру, плотность планеты практически такая же, как у Нептуна[40].
- TrES-4 A b: самая крупная из известных экзопланет, она в 1,7 раз больше Юпитера в диаметре, однако её масса составляет только 0,84 MJ. Получается, её средняя плотность равна лишь 0,2 г/см3. И хотя она находится очень близко к звезде, и, следовательно, имеет высокую температуру, этого недостаточно для объяснения такого большого размера[41].

## 2008
- OGLE-2006-BLG-109L b и OGLE-2006-BLG-109L c: эта пара планет очень похожа на Юпитер и Сатурн по своим параметрам. И хотя это не означает наличия обитаемых планет в системе, это может упростить зарождение там жизни, так как эти две планеты, как и в Солнечной системе, могут расчистить зону обитаемости от крупных астероидов[42].
- HD 189733 A b: спектральный анализ этой планеты позволил обнаружить органические вещества. Ранее там был открыт водяной пар, но в 2008 был обнаружен метан. И хотя условия на этой планете делают существование жизни на ней маловероятным, это первый случай нахождения такой важной для жизни молекулы вне Солнечной системы[43].
- HD 40307: с помощью инструмента HARPS у этой звезды было обнаружено три планеты, и все — суперземли. Их массы лежат в диапазоне от 4 to 9 масс Земли, а периоды обращения вокруг звезды — от 4 до 20 суток. Это первая система с несколькими планетами, в которой не было обнаружено газовых гигантов[44][45]
- 1RXS J160929.1−210524: на расстоянии 330 а.е. от этой звезды была обнаружена планета. В 2010 было подтверждено, что это не планета-сирота, а обращающаяся вокруг звезды[46]
- Фомальгаут b: была открыта планета, вращающаяся внутри остаточного диска звезды Фомальгаут. Это был первый случай прямого наблюдения экзопланеты в оптический телескоп[47]. Масса планеты оценивается в 3 MJ[48][49]. Предполагается, что высокая светимость планеты в оптическом диапазоне вызвана наличием системы колец у планеты.
- HR 8799: у этой звезды было открыто несколько планет методом прямого наблюдения. Массы планет — 7, 7 и 5 MJ, а расстояния до звезды — 24, 38 и 68 а.е. соответственно[49][50].

## 2009
- CoRoT-7 b: на орбите звезды COROT-7 была открыта планета с радиусом в 1,7 радиусов Земли. Из-за того, что планета находится на расстоянии около 0,02 а.е. от звезды, её температура составляет 1000—1500 °C. Возможно, эта планета является хтонической планетой[51].
- Глизе 581 e: четвёртая открытая планета в системе Глизе 581. Находится на расстоянии 0.03 а.е. от звезды и имеет массу в 1,9 масс Земли, что делает её одной из самых лёгких планет, вращающихся вокруг обычных звёзд[13].
- 61 Девы: первая солнцеподобная звезда, у которой обнаружена суперземля[52].
- GJ 1214 b: суперземля, которая, судя по плотности, может являться планетой-океаном, состоящей на 75% из воды и на 25% из камня. Часть воды на ней должна быть в форме льда VII[53].

## 2010
- 47 Большой Медведицы d: эта планета обладает наибольшим орбитальным периодом, составляющим 38 лет, среди планет, открытых методом лучевых скоростей.
- CoRoT-9 b: первая планета, открытая транзитным методом, которая имеет умеренную температуру на поверхности. Её период — 95 дней, а расстояние до звезды — 0,36 а.е., в то время как другие планеты, открытых этим методом, находятся гораздо ближе к звёздам. Температура оценивается от 250 K до 430 K (от −20 °C до 160 °C)[54].
- Бета Живописца b: астрономы впервые наблюдали движение экзопланеты. Расстояние от планеты до звезды примерно такое же, как от Сатурна до Солнца, что очень близко для планет, наблюдавшихся прямо[55].
- HD 209458 b: впервые зафиксирован шторм в атмосфере экзопланеты. Наблюдения проводились с помощью спектрографа на VLT. Кроме того, была измерена скорость движения самой планеты по орбите[56].
- HD 10180: астрономы обнаружили систему, в которой 5 подтверждённых экзопланет с массами, примерно равными массе Нептуна, и 2 кандидата в экзопланеты. На данный момент в системе 7 подтверждённых экзопланет и 2 кандидата, так что, возможно, по числу планет эта система превосходит Солнечную систему[57].

## 2011
- Kepler-11: с помощью телескопа «Кеплер» астрономы открыли 6 планет у этой солнцеподобной звезды. Массы планет были рассчитаны новым методом тайминга транзитов, и оказалось, что планетна система довольно необычна: все 6 планет имеют довольно малую массу и плотность, и расположены близко к звезде. 5 из 6 планет находятся ближе к звезде, чем Меркурий к Солнцу. Предполагается, что планеты образовались гораздо дальше, за снеговой линией, но со временем приблизились к звезде[58].
- 55 Рака e: эта суперземля имеет наименьший известный период обращения вокруг звезды, равный 17 часам и 41 минуте. Также это первая суперземля, открытая у звезды, видимой невооруженным глазом[59].
- Kepler-22 b: открыта первая суперземля, находящаяся в зоне обитаемости своей звезды.
- Kepler-20: открыты первые планеты (e и f), размер которых меньше размера Земли.

## 2012
- Альфа Центавра B b: на орбите Альфы Центавра B была обнаружена планета. На тот момент это была ближайшая из обнаруженных экзопланет, но потом планету нашли и у Проксимы Центавра, находящейся ближе к нам. Тем не менее, это первая планета, обнаруженная у самой близкой к нам системе звёзд, а открытие было опубликовано в Nature[60]. Однако в 2015 существование экзопланеты было опровергнуто[61].

## 2013
- Kepler-86: у этой звезды была открыта планета, похожая на Юпитер, находящаяся в зоне обитаемости. При наличии у неё спутников, на них могли бы быть условия для зарождения жизни в привычной нам форме. Планета была открыта в рамках проекта Planet Hunters астрономами-любителями, и это вторая планета, открытая таким образом[62][63].
- Kepler-69 c: суперземля с радиусом, в 1,54 раза больше земного, находящаяся в зоне обитаемости. Она вращается вокруг солнцеподобной звезды, и первоначально высказывались предположения о возможности существования жизни на планете, но позже выяснилось, что по условиям на поверхности планета, скорее всего, похожа на Венеру[64][65][66].

## 2014
- 26 февраля 2014 НАСА объявили об открытии сразу 715 экзопланет в 305 системах с помощью телескопа «Кеплер», что увеличило количество известных экзопланет почти в два раза[67][68][69].
- НАСА объявили о том, что измерили размер планеты (Kepler-93b) наиболее точно[70]. Кроме того, была найдена планета (Kepler-421 b) с наиболее долгим периодом обращения среди найденных транзитным методом — 704 дня[71].

## 2015
- 6 января 2015 НАСА объявили, что телескоп «Кеплер» открыл свою 1000-ю подтверждённую экзопланету[72].
- HD 219134 b: открыта твёрдая планета, находящаяся на расстоянии 21 светового года. Это — ближайшая к нам экзопланета, открытая транзитным методом. Её масса в 4,5 раза больше, чем у Земли, а радиус — в 1,6 раз больше, то есть, её плотность около 6 г/см3, что немного больше, чем у Земли. Оборот вокруг звезды планета делает за 3 дня[73][74][75].
- KIC 8462852: звезда спектрального класса F, у которой наблюдались необычные падения блеска, нехарактерные для планетной системы. Высказывались различные предположения: от наличия роя комет до существования развитой инопланетной цивилизации[76][77][78].

## 2016
- Проксима Центавра b: была открыта самая близкая к нам экзопланета. Её масса составляет 1,3 массы Земли и она находится в зоне обитаемости[79].

## 2017
- TRAPPIST-1: с помощью телескопа «Спитцер» у этой звезды, находящейся в 40 световых годах от Земли, было открыто 7 экзопланет, 3 из которых — в зоне обитаемости, что делает систему рекордсменом по числу таких планет[80]. Однако, в дальнейшем последовали сомнения насчёт жизнепригодности этих планет: так как TRAPPIST-1 — красный карлик, зона обитаемости расположена очень близко к звезде, планеты могут быть приливно синхронизованы и получать большие дозы радиации от звезды[81].
- Росс 128 b: землеподобная планета, открытая у звезды Росс 128. Это вторая по близости к нам планета, находящаяся в зоне обитаемости; она находится на расстоянии 11 световых лет, ближе к Земле только Проксима b. Масса планеты всего на 35% больше земной[82].

## 2018
- WASP-104 b: этот горячий юпитер — планета с одним из самых низких альбедо среди всех известных[83].
- WASP-107 b: впервые в атмосфере экзопланеты был обнаружен гелий[84].

## 2019
- GJ 357 d: открыта еще одна суперземля в зоне обитаемости[85].

## 2020
- WASP-76 b: планета, у которой температура на дневной стороне достигает 2400 °C, а ночная на 1000 °C холоднее, из-за чего на ней могут идти дожди из металлов[86].

## 2023
- LHS 475 b: обнаружен телескоп Джеймс Уэбб